# Évelyne Terras
Évelyne Terras (* 25. September 1944 in Toulon; † 24. September 2012 ebenda) war eine französisch-italienische Tennisspielerin, die in den 1960er und 1970er Jahren aktiv war.

## Karriere
Anfang 1967 spielte Évelyne Terras gemeinsam mit der Australierin Lorraine Coghlan beim Doppelwettbewerb der Australian Championships, die später in Australian Open umbenannt wurden. Die Paarung erreichte das Finale, wo sie den Australierinnen Lesley Turner und Judy Tegart in zwei Sätzen unterlagen. Sie war damit die erste Französin, die bei einem Wettbewerb der Australian Championships das Finale erreichte.
Ihr bestes Resultat im Einzelwettbewerb eines Grand-Slam-Turniers war das Erreichen der dritten Runde bei den Französischen Meisterschaften 1967, wo sie Helga Schultze unterlag. Zwischen 1967 und 1970 erreichte sie vier Mal in Folge die zweite Runde in Wimbledon.
Terras trat ein einziges Mal für die französische und nach ihrer Heirat ein einziges Mal für die italienische Federation-Cup-Mannschaft an. Sie war beim Federation Cup Teamchefin der italienischen Mannschaft in den Jahren 1974 und 1975.

## Persönliches
Terras heiratete den Italiener Dino Papale, mit dem sie eine Tochter hatte, und trug bis zur Scheidung einen Doppelnamen. Im Jahr 2012 starb sie an Bauchspeicheldrüsenkrebs.

## Finalteilnahmen bei Grand-Slam-Turnieren

### Doppel
| Nr. | Datum           | Turnier                  | Belag | Partnerin         | Finalgegnerinnen          | Ergebnis |
| --- | --------------- | ------------------------ | ----- | ----------------- | ------------------------- | -------- |
| 1.  | 30. Januar 1967 | Australian Championships | Rasen | Lorraine Robinson | Judy Tegart Lesley Turner | 0:6, 2:6 |